# Pinail
Le Pinail est une vaste zone humide située sur un plateau surplombant la Vienne et le Clain qui héberge plus 2 5OO espèces de végétaux, animaux et champignons. Cela lui a valu d’être intégré au réseau national des réserves naturelles de France pour 140 ha et au réseau européen Natura 2000 pour 925 ha. Le 22 octobre 2021, le site a été inscrit en tant que site Ramsar.

## Historique
Le paysage du Pinail, petit pays du Poitou, a été façonné par l'homme depuis le IXe siècle et jusqu'au XIXe siècle par l'extraction de roches siliceuses, dont la meulière pour la fabrication de meule à grains. De nombreux étangs et mares artificiels ont ainsi été créés au milieu de prairies humides ou de forêts de feuillus et de résineux. 

## Caractéristiques

### Paysages et milieux
Avec ses mares et tourbières, prairies et landes humides, sources et cours d’eau, le Pinail est l'une des plus vastes et anciennes carrières de pierres meulières, connues à travers le monde. Son écosystème est constitué de plus de 7 500 mares réparties dans une mosaïque de landes, prairies, tourbières et boisements de feuillus ou résineux. c'est l'un des derniers paysages de Brandes du Poitou.
La pauvreté des sols contribue à la richesse de cette zone humide, où plus de 2 600 espèces de plantes, champignons et animaux ont trouvé refuge, parmi lesquelles de nombreuses espèces rares et menacées au niveau national ou international.
La Réserve naturelle nationale du Pinail (135 ha), est entièrement incluse dans le site.

### Faune et flore
Des espèces uniques ou relictuelles d’espèces menacées de disparition telles que : l'écrevisse à pattes blanches, la dolomède des radeaux, les leucorrhines, le campagnol amphibie ou l'azuré des mouillères sont présentes dans le site.
Le Pinail joue un rôle important dans le stockage et la purification de l’eau, la régulation du climat au niveau local et la réduction des crues.